# 日照职业技术学院
日照职业技术学院，位于中国山东省日照市东港区。

## 歷史
学校始建于1987年，时名日照市第三职业高中，1993年升格为日照市经济学校，1998年经教育部批准成为山东省首批高等职业院校之一。2014年，日照广播电视大学（日照经贸学校）和日照水产技工学校并入。

## 校園
目前，学校规划占地1242亩，建筑面积42.6万平方米，共有全日制在校生15000余人，教职工1000余人。

## 院系
学校设有海洋工程学院、建筑工程学院、机电工程学院、通用航空学院、现代汽车学院、电子信息工程学院、会计学院、商学院、人文与旅游学院、创意设计学院10个二级学院。